# 高橋千劔破
高橋 千劔破（たかはし ちはや、1943年1月15日 - 2024年1月6日）は、日本の著作家、文芸評論家。男性。日本ペンクラブ副会長。

## 来歴
東京生まれ。埼玉県立浦和西高等学校卒業、立教大学文学部日本文学科卒業。人物往来社に勤務し、『歴史読本』編集長、取締役、編集局長等を経て、1996年退社。日本ペンクラブ常務理事、大衆文学研究会幹事長。
尾崎秀樹主宰の雑誌『ゾルゲ事件研究』にも共同編集者として参加している（『ゾルゲ事件研究』は監修者：石堂清倫、今井清一、尾崎秀樹、編集者：高橋千劔破、田才益夫、田辺貞夫）。
2024年1月6日、腎がんのため埼玉県さいたま市の自宅で死去。80歳没。

## 受賞歴
- 2001年 『花鳥風月の日本史』で第14回尾崎秀樹記念・大衆文学研究賞研究・考証部門受賞。

## 著書
- 『赤穂浪士［親子で楽しむ歴史と古典 17』田村元絵　勉誠社 1997
- 『歴史を動かした女たち』中公文庫］ 1997
- 『歴史を動かした男たち 古代・中近世篇』中公文庫 1997
- 『歴史を動かした男たち 近世・近現代篇』中公文庫 1997
- 『花鳥風月の日本史』黙出版 2000
- 『江戸の旅人』時事通信社 2002
  - 『江戸の旅人 大名から逃亡者まで30人の旅』集英社文庫 2005
- 『名山の日本史』河出書房新社 2004
- 『名山の文化史』河出書房新社 2007
- 『名山の民俗史』河出書房新社 2009
- 『江戸の食彩春夏秋冬』河出書房新社 2011
- 『海と日本人の歴史』河出書房新社 2012